# Johannes van Mildert

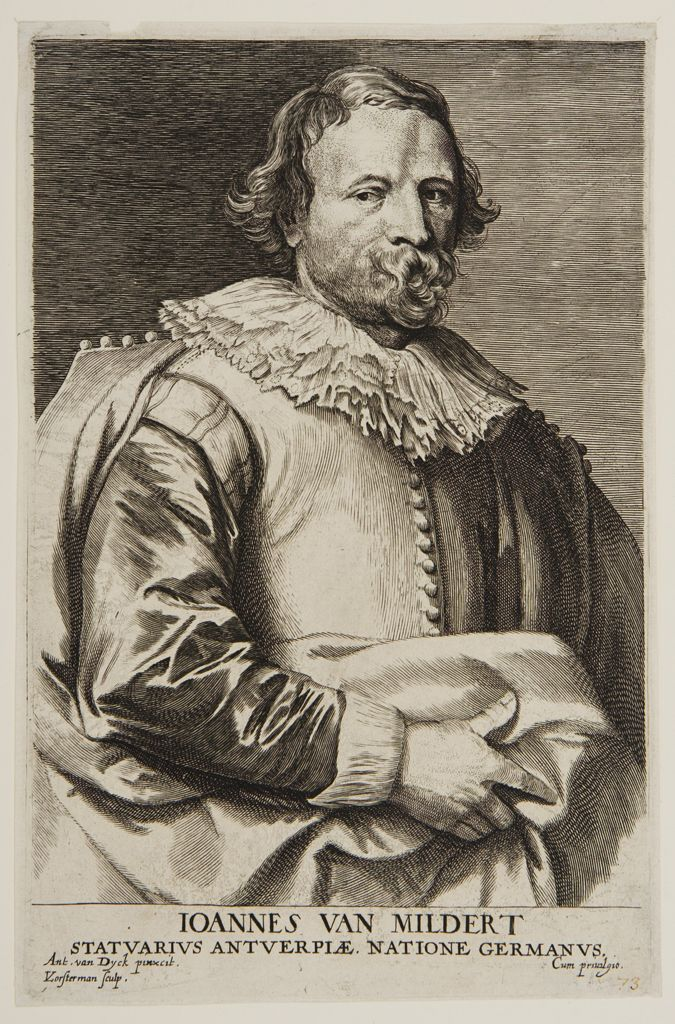
Portret van Johannes van Mildert, ets van Lucas Vorsterman naar een tekening van Anthony van Dyck voor van Dycks Iconografie

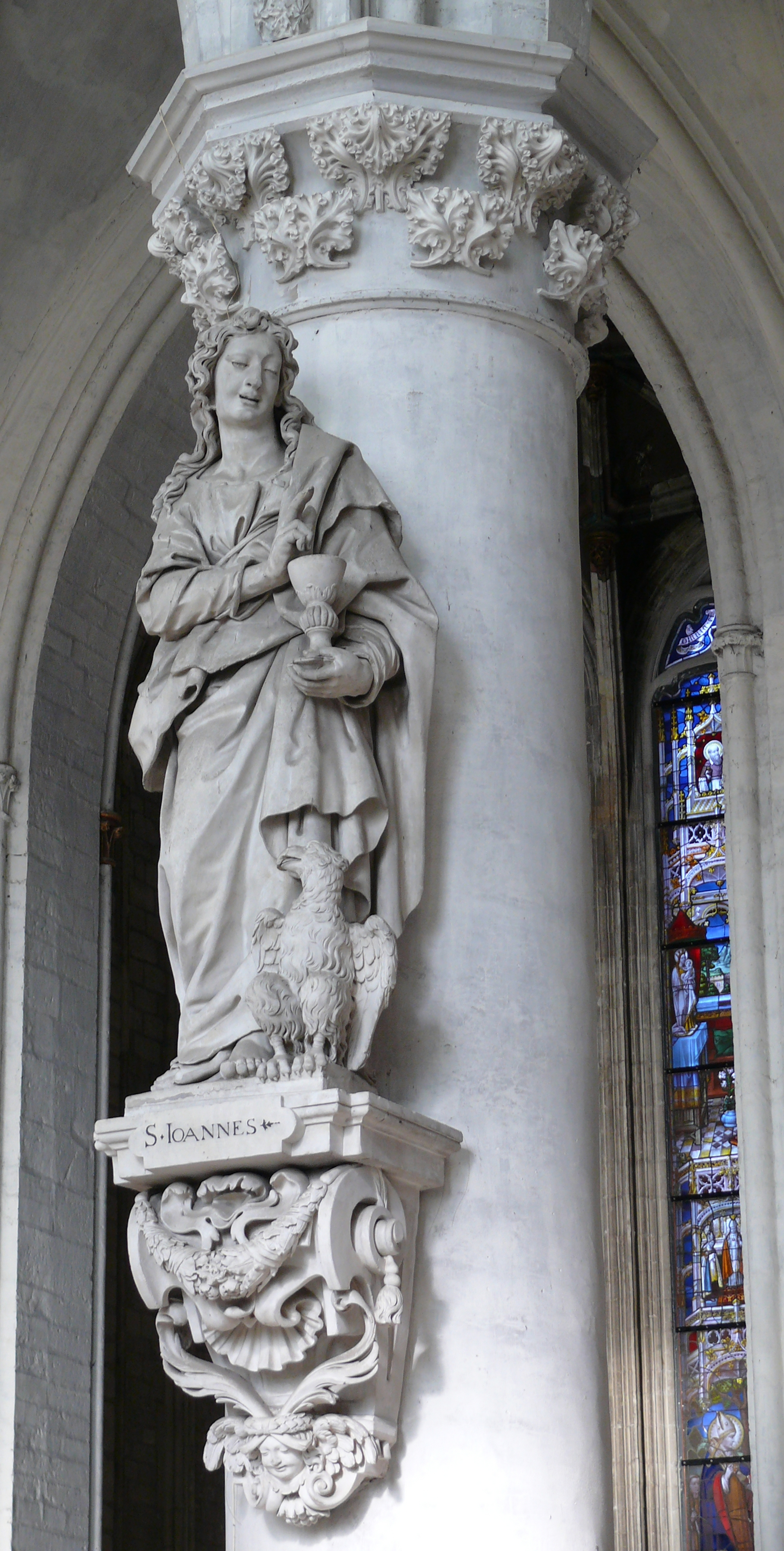
Heilige Johannes in de Sint-Romboutskathedraal te Mechelen

Johannes van Mildert of Hans van Mildert (alternatieve namen: Joannes van Mildert, Johannes Van Milder, en bijnaam den Duyts) (Köningsberg, 1588 – Antwerpen, 1638) was een Vlaams beeldhouwer, die vooral bekend is vanwege zijn barokke beelden te vinden in diverse Belgische en Nederlandse kerken.

## Levensloop
Hij was de zoon van de Antwerpse schilder Antoon van Mildert (gestorven in 1597) die zich in Köningsberg had gevestigd. Hij was waarschijnlijk de leerling van Willem van den Blocke, een andere Vlaming die zich in Köningsberg had neergelaten.
Na de dood van zijn vader ging hij naar Antwerpen, waar hij in 1610 een meester werd in het Sint-Lucasgilde. Mogelijk ondernam hij rond 1608 een reis naar Rome. Men vermoedt dat hij na 1620 een periode in Parijs doorbracht. Hij werd poorter van Antwerpen in 1628. Hij geraakte in Antwerpen bevriend met Rubens die een gelijkaardige achtergrond van terugkeer uit asiel had.
Toen Rubens in 1633 tot deken van het Antwerpse Sint-Lucasgilde werd verkozen, liet men hem toe het daadwerkelijk bestuur in de handen van van Mildert te laten. De laatste jaren voor zijn dood werkte nauw samen met zijn schoonzoon Gerard van Opstal.

## Werken
Vanaf ongeveer 1617 kreeg van Mildert grootschalige opdrachten als beeldhouwer-architect en uitvoerder van kleinarchitecturaal stenen kerkmeubilair. Hij werd zo de voornaamste concurrent van het atelier van de broers Hans en Robrecht Colyns de Nole dat vanaf het begin van de zeventiende eeuw de Antwerpse markt controleerde.
Hij werkte aanvankelijk in een maniëristische stijl. De monumentale albasten schoorsteenmantel die hij maakte in 1618 voor de trouwzaal van het Stadhuis van Antwerpen is in de maniëristische stijl van Cornelis Floris de Vriendt en is mogelijk gebaseerd op een tekening van Floris. Rond deze tijd begint van Mildert te werken in de barokke stijl van zijn vriend Rubens, naar wiens ontwerp hij in 1618 een zwart-wit marmeren altaar vervaardigde voor de Kapellekerk te Brussel. Deze structuur (die zich nu in Sint-Joost-ten-Node bevindt) was het eerste stenen altaar in de vorm van een portiek in de Zuidelijke Nederlanden. Rubens gaf van Mildert ook de opdracht voor de beroemde scheidingsmuur met bogen in de residentie van Rubens in Antwerpen. Hij voerde ook Rubens’ ontwerp uit voor de Waterpoort, een poort die oorspronkelijk deel uitmaakte van de Antwerpse verdedigingsmuren.
Ondanks het barokke karakter van zijn architectonische werk, bleef zijn figuurbeeldhouwkunst de niet dynamische vormen van de renaissancestijl volgen. Zijn beeld van Sint-Gummarus voor het barokke altaar opgericht in 1620 in de Sint-Gummaruskerk in Lier is zwaar van proporties, onrealistisch in detail en statisch in pose. Latere werken zoals het marmeren beeld van Sint-Simon uit 1638 in de Sint-Romboutskathedraal te Mechelen zijn echter levendiger en realistischer. Dit geldt ook voor beelden die gemaakt zijn naar ontwerpen van Rubens zoals het beeld van Sint-Michaël in strijd met de duivel in de Sint-Trudokerk in Zundert.
Van Mildert speelde een belangrijke rol in de ontwikkeling van de vormgeving van het Vlaamse kerkelijke barokmeubilair. In dit onderdeel van de Zuid-Nederlandse baroksculptuur leverde hij zijn belangrijkste bijdrage, aangezien de kwaliteit van zijn figuratieve beelden achterbleef bij zijn Vlaamse tijdgenoten Artus Quellinus en François Duquesnoy. Vanwege zijn reputatie op dit gebied kreeg hij in 1616 de opdracht voor het ontwerp en de uitvoering van het hoofdaltaar van de Sint-Janskathedraal te 's-Hertogenbosch. Van dit altaar zijn een tekening en schilderij bewaard gebleven van de hand van Pieter Saenredam en onderdelen van het altaar bevinden zich nu in het Rijksmuseum Amsterdam.
In 1637 beeldhouwde Hans Van Mildert het grafmonument van Michael Ophovius in de Sint-Pauluskerk (Antwerpen).
- Biblioteca Nacional de España: XX5234242
- Biografisch Portaal: 08587170
- Digitale Bibliotheek voor de Nederlandse Letteren: mild005
- Gemeinsame Normdatei: 102485681X
- International Standard Name Identifier: 0000 0000 6964 7110
- RKD-Nederlands Instituut voor Kunstgeschiedenis: 206267
- Union List of Artist Names: 500081820
- Virtual International Authority File: 96267639
- WorldCat: E39PBJk4BQhPF3mvhqXdr9WMT3